# كتاب طب غولدمان-سيسيل
كتاب طب غولدمان-سيسيل (بالإنجليزية: Goldman-Cecil Medicine)‏ هو كتاب منهجي طبي تنشره إلزيفير. صدرت الطبعة الأولى منه عام 1927، ويعد من أكثر الكتب الطبية الاستشارية المعتمدة عالميا. يقارن هذا الكتاب بكتاب هاريسون لأساسيات الطب الباطني والذي جاء بعده بحدود 3 عقود. يتغير تقريبا ثلث المؤلفين في كل طبعة تنشر، والطبعة الحالية هي الطبعة السادسة والعشرين.
وصف الكتاب بأنه واحد من أبرز كتب الطب التي كتبت يومًا.

## روابط خارجية
- Goldman Cecil Medicine